# El Brujo (Nanclares)

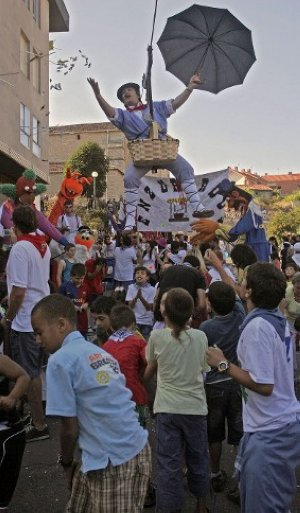
El Brujo, bajando de lo alto de la iglesia.

El Brujo es el personaje que abre las fiestas patronales de Nanclares de la Oca, en la provincia vasca de Álava (España).
Las fiestas de Nanclares, que se celebran en honor a la Asunción de Nuestra Señora y San Roque, arrancan la tarde del 12 o 13 de agosto de cada año y finalizan la noche del 16 de agosto. Desde 1968, el Brujo es el encargado de iniciarlas con su bajada desde la iglesia de Nanclares.

## Historia
La historia del Brujo comienza a finales de los años 60 del siglo XX. En aquellos años las fiestas patronales tan solo duraban dos días, el día 15 de agosto (Festividad de la Asunción) y el 16 (San Roque). Para arrancar con las fiestas se lanzaban cohetes y se hacía un repique de campanas. Pero en 1968, unos días antes de iniciar las fiestas, el alcalde de Nanclares dijo que había que hacer algo diferente. Se tomó como inspiración a Celedón, un personaje que ya llevaba 11 años abriendo las fiestas de Vitoria, pero en este caso se decidió que ya que se iba a hacer, que fuera de verdad. Así, se pusieron en contacto con el herrero del pueblo, que fabricó el carro en el que se subiría el personaje, y se montó la estructura. Cuando estaba listo, sólo faltaba lo más importante, el quién lo haría. Uno de los presentes, ante la negativa de los demás, se propuso a ello. 
La primera bajada del Brujo se realizó el 14 de agosto de 1968 y desde entonces se ha repetido cada año, variando sólo el punto de partida, que al principio era el tejado bajo el campanario de la iglesia y actualmente, por el peligro que suponía, es un hueco que se abrió con este objetivo en la pared de la iglesia, y el recorrido, que se alargó unos metros más, en la calle Álava.

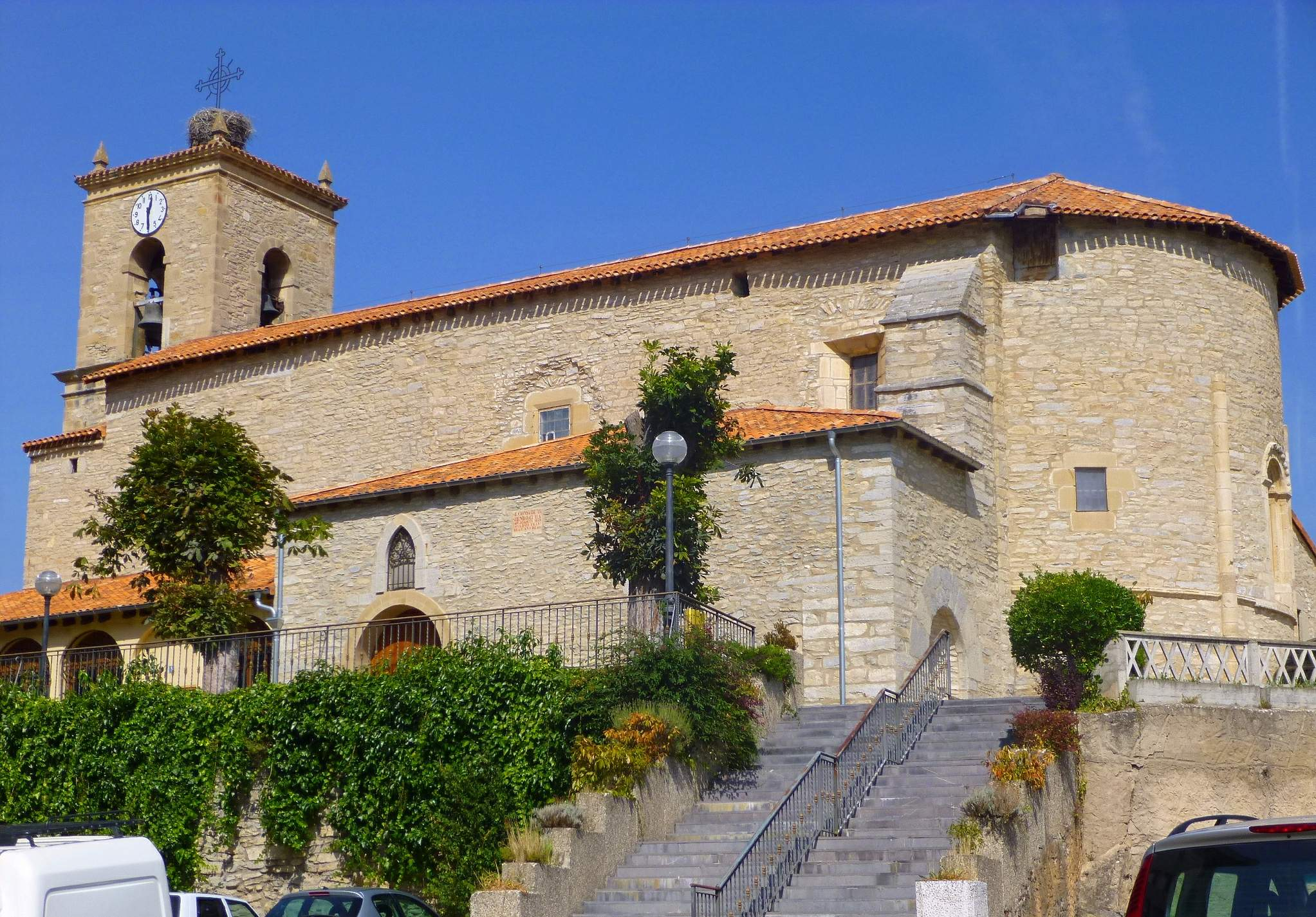
Iglesia de la Asunción de Nuestra Señora, desde la que desciende el Brujo.

Desde 2002 además, existe la figura del Brujo Txiki. Cada año, la Junta Administrativa elige de entre unos candidatos, a un niño o niña del pueblo para que descienda, en este caso, desde lo alto de la Casa Consistorial de Iruña de Oca hasta la plaza Lehendakari José Antonio Aguirre.
Personas que han encarnado a El Brujo
| Nombre                | Años                                      | Veces |
| --------------------- | ----------------------------------------- | ----- |
| Patxi Hernández Pérez | 1968-1993                                 | 26    |
| Patxi Hernández López | 1994-2009 y 2014                          | 17    |
| Óscar Salgado Aguayo  | Desde 2010 (excepto en 2014, 2020 y 2021) | 11    |

El primer brujo, Patxi Hernández, descendió durante 25 años, hasta las fiestas de 1993, cuando fue sustituido por su hijo, quien descendió por el cable hasta 2009. En 2010, al no haber sustituto, la Junta Administrativa de Nanclares de la Oca decide abrir un proceso de selección entre aquellos nanclarinos que quisieran encarnar al personaje. Para su elección se realizó una consulta popular de la que salió ganador Óscar Salgado, quien desde entonces encarna al Brujo.

## El personaje
Tras el chupinazo, cohete que con su lanzamiento da comienzo a las fiestas, el Brujo comienza a descender desde la iglesia de Nanclares de la Oca. Va ataviado con un traje tradicional vasco, similar al de Celedón, con un paraguas y una cesta repleta de caramelos que lanza a los presentes durante el recorrido. A mitad de la bajada, el carro sobre el que va sentado se para y comienza un discurso en el que anima a todos a divertirse, recita una poesía, y termina con un grito: ¡VIVA NANCLARES! ¡GORA LANGRAIZ!. Después continúa el recorrido hasta el final.
Como protagonista de las fiestas, el Brujo está presente y preside muchos de los actos que se realizan, como los pasacalles o las misas, en las que los patrones, la Asunción y San Roque, salen en procesión y este último es vestido con una banda de Peras, que el sacerdote bendice.
Para finalizar las fiestas el Brujo realiza el trayecto inverso. La noche del 16 de agosto (hasta hace unos años, la tarde) se sube en su carro, comienza a ascender, se para a mitad del recorrido de nuevo, da otro discurso en el que se despide hasta el año siguiente, y continúa hasta alcanzar la iglesia.